# キモロス島
キモロス島（キモロスとう、ギリシア語: Κίμωλος、英: Kimolos）は、エーゲ海のキクラデス諸島南西端にあるギリシャ領の島。ミロス島のすぐ近くに位置する。大きさとしては中くらいで、観光スポットを除けばのどかな島であるため、フェリーのアクセスが悪いこともしばしばである。ポリャイゴス島、アイオス・エフスタティオス島、アイオス・ゲオルギオス島の無人島群とともに、キモロス市を構成する。面積53.251km2、人口910人（2011年国勢調査）。中心となる町はホリオ・キモル (Chorio Kimolou) 、港町はプサティ (Psathi) 、最高地点はパレオカストロ山の364mである。

## 歴史
キモロス島にまつわる史料は多い。言い伝えによると、島の名前は最初の島民からとられた。古代の文献にはエキドナ島とも記されているが、これは今日もなお島で日常的に見かける毒蛇に由来すると思われる。古代はアテナイに支配されたため、ミロス島を治めていたスパルタとのあいだで争いが絶えなかった。中世には、南海岸の銀色をした岩場からアルエンティエラ (Argentiera) として知られた。岩場は取引場として利用され、島は交易の中心地となった。ギリシャのほかの地方と同じく、オスマン帝国の支配を受けたが、1829年にキクラデス諸島の一部としてギリシャに編入された。

## 地質
エーゲ海火山列に属するキモロス島やミロス島、および周辺の島嶼は、主に酸性の火山岩からなる。所々、火山岩の下に基層が観察できる地点がある。広い地域で凝灰岩におおわれ、火山活動があることは温泉や有名な地熱原の存在、特徴的な景観、奇異な地形から明らかである。島は二酸化ケイ素系の鉱物や、産業に欠かすことのできない鉱物にも恵まれている。キモロス島でもっとも有名な地層に、スキアディ (Skiadi) がある。これは内陸部の、風が強い小さな谷にあるマッシュルーム形をした巨大な岩である。これは強風と、構成される岩石の硬度の違いによって生み出された。スキアディの土台部分はやわらかい物質からなるが、頂上はそれより硬い。したがって、風が砂じんを運んでくると、少しずつ変形していく。それが何世紀も続いて、いまのような特徴的でユニークな形状になった。この過程を侵食という。

## 住民
ギリシャ独立から150年以上にわたって、キモロス島はギリシャの他地方と同じ貧しい農業の島に過ぎなかったが、1980年代初頭に観光開発がはじまると、島民の生活水準は大きく向上した。しかし、最近の国勢調査をみると、人口は減少傾向にあり、冬には600人（主に年金生活者）が島を離れてしまう。未成年の島民は、いまや100人しかいない。生産年齢人口のほとんどは、簡単な観光産業（民宿や食堂）と冬のあいだの農業で生計を立てている。

## 行政
キモロス島には、治安を維持するための警察署が置かれている。港湾業務はミロス島沿岸警備隊が担う。

## 交通
島内
自動車の乗り入れは認められているが、ホリオ・キモルやプサティといった人口が集中する地域では、夏のあいだ駐車スペースの不足が大きな問題となる。各種燃料は島内の給油所で補給できる。公共交通機関にバス（運賃は1ユーロ前後）とタクシー（行き先によって4ユーロから9ユーロ）がある。バスのルートには人気のビーチが設定されている。
島外
西キクラデス諸島に属するキモロス島は、一年を通じて運航されるフェリーで近隣の島々やピレウス港と連絡している。観光シーズンには双胴船も登場する。フェリーにはさまざまなルートが組まれている。運賃は通常、フェリー（ピレウス間で7時間）で約25ユーロ、双胴船で36ユーロ（同4時間）である。ミロス島を経由してアクセスすることもできる。